# عاكس البول

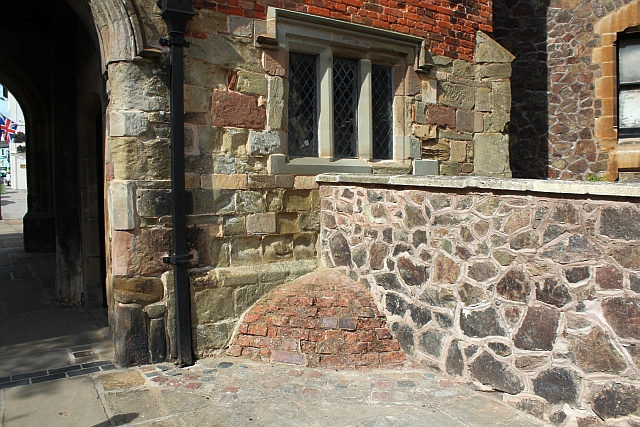
عاكس للبول في زاوية من Priory Gatehouse في Great Malvern

عاكس البول هو جهاز يعمل على تغيير مجرى البول أثناء التبول. قد يكون هذا جزءًا من قعادة أو مرحاض عسكري أو مرحاض مخصص لهذا الغرض، أو قد يكون رادعًا، مثبت في جوانب أو زوايا المباني لمنع استخدامها بصورة غير رسمية كمباول من قِبل المارة. كان يجري بناؤها بطرق مختلفة من مجموعة متنوعة من المواد ولكنها مصممة عادةً بحيث يكون لها سطح مائل ليُعيد توجيه مجرى البول.

## التصميم المقصود

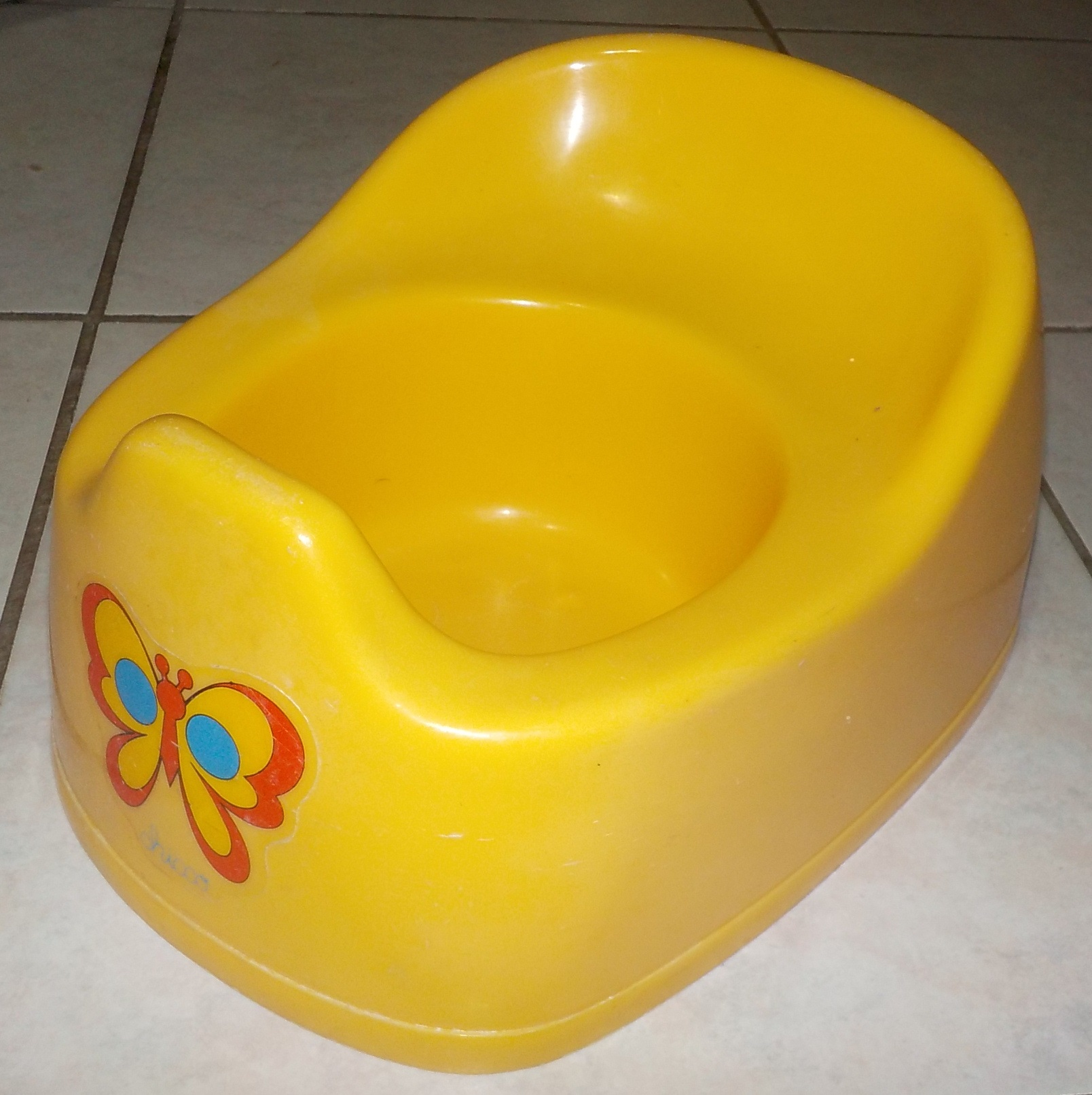
نونية طفل وبها عاكس للبول إلى اليسار

عادةً ما تشتمل المعدات المستخدمة للتدريب على استخدام المرحاض مثل كرسي الحمام على عاكس للبول لضمان عدم تناثر البول للأمام وخارجه. 
غالبًا ما تحتوي المراحيض العسكرية على عاكسات للبول مصنوعة من الصفائح المعدنية أو ورق القطران، لتوجيه البول إلى حوض يحمله إلى حفرة تصريف منفصلة. يُقلل ذلك من الرائحة الكريهة التي تنتج عادةً عن تحلل الأمونيا ، ومن خلال الحفاظ على جفاف البراز، فيسمح ذلك باستخدام التربة للسيطرة على الروائح والذباب في الحفرة الرئيسية. تشتمل تصميمات المراحيض الأخرى عادةً على عاكسات بول مماثلة لمنع تآكل المكونات الخشبية وجدران الحفرة. 

## الرادع
كانت مثل هذه الأجهزة شائعة في شوارع لندن في القرن التاسع عشر لردع (منع) التبول في الأماكن العامة. كتب مراسل مجلة The Farmer's Magazine في عام 1809،
ربما لا يزال البعض موجودًا في أماكن مثل بنك إنجلترا وفليت ستريت وسافوي.  تشمل المدن الأخرى التي لا يزال من الممكن رؤية نماذج أثرية فيها لفيف ونورويتش والبندقية.  في مدن أخرى مثل فيينا، تم استخدام حواجز مثل الدرابزين الحديدي والمسامير لإبعاد الناس عن الزوايا والشقوق فلا يتبولوا فيها. 
كانت المدن الألمانية مثل هامبورغ وكولونيا رائدة في استخدام الطلاء المضاد للماء على الجدران لردع Wildpinklers. يتسبب هذا الطلاء المقاوم للماء في ارتداد البول بزاوية مماثلة وبالتالي تبليل المتبول. قامت مدن أخرى مثل مانشستر وسان فرانسيسكو بتقييم الطريقة في مناطق عدة. 

## معرض الصور

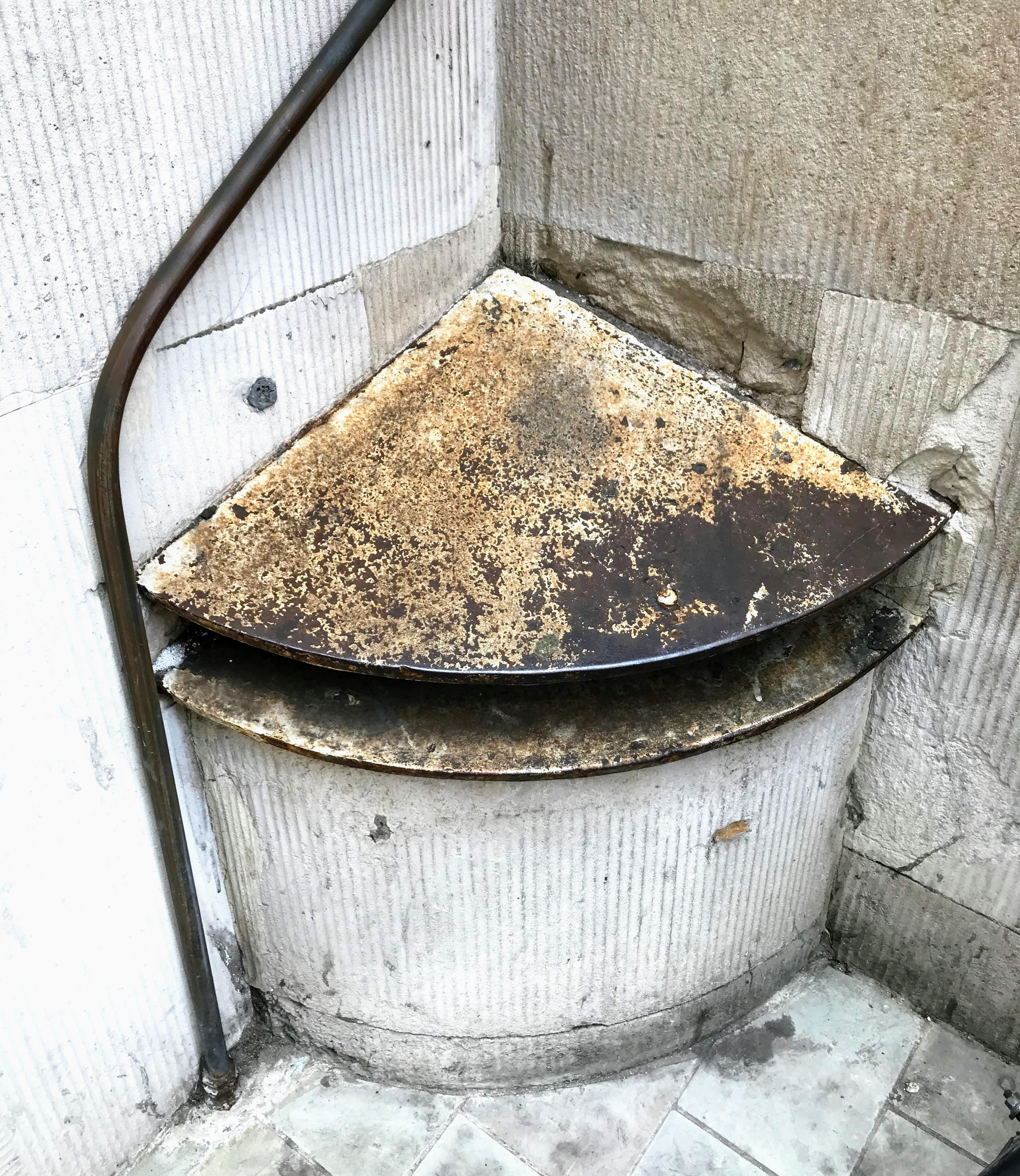
بنك إنجلترا في لوثبيري
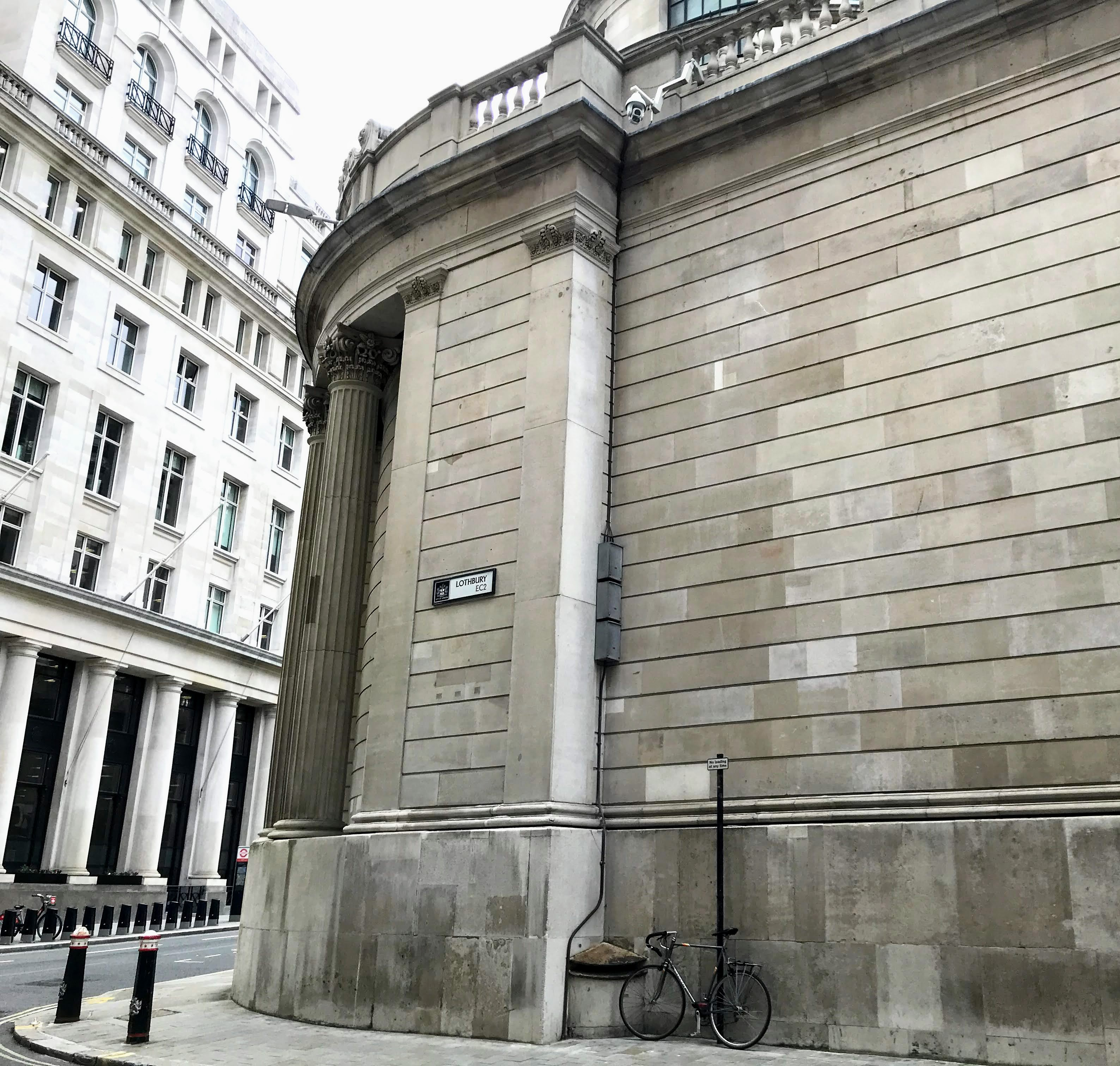
Longshot of the Bank تظهر الكاميرا الأمنية فوقها مباشرة
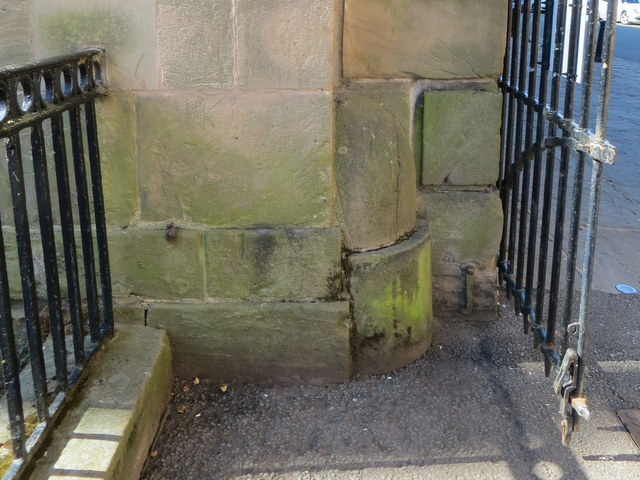
محكمة تشيستر كراون
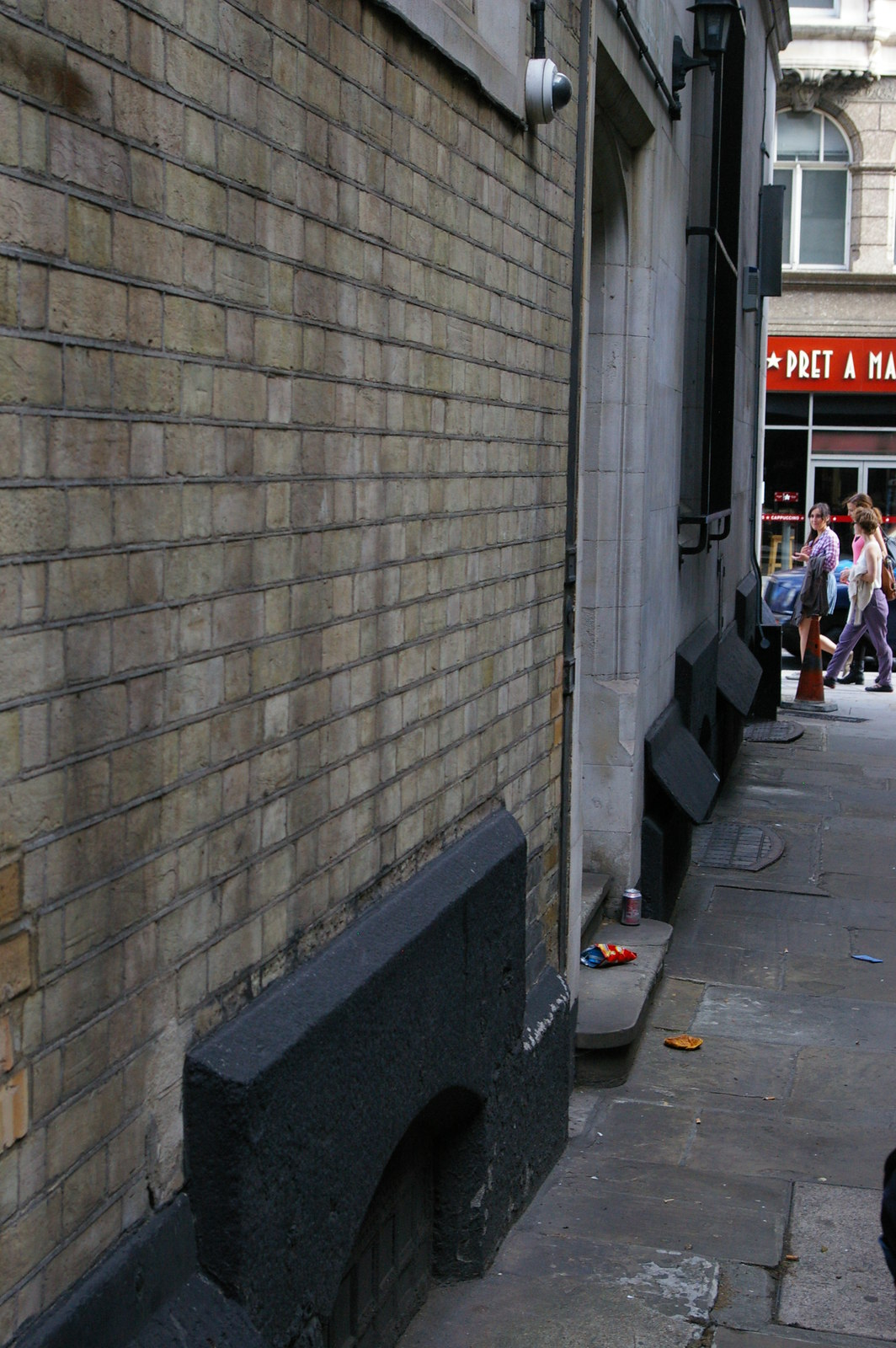
ممر نزل كليفورد
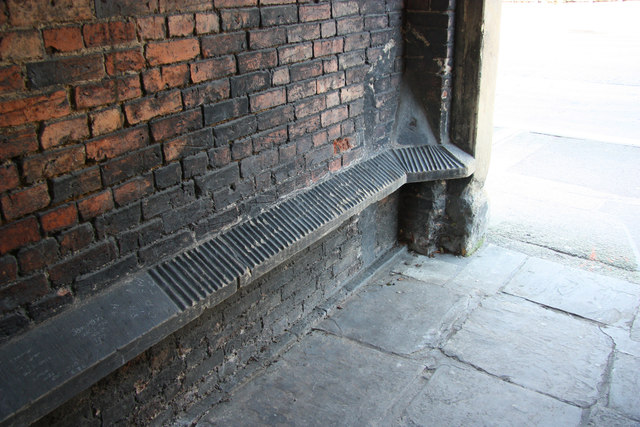
في ممر المدرب والخيول في نيوارك أون ترينت
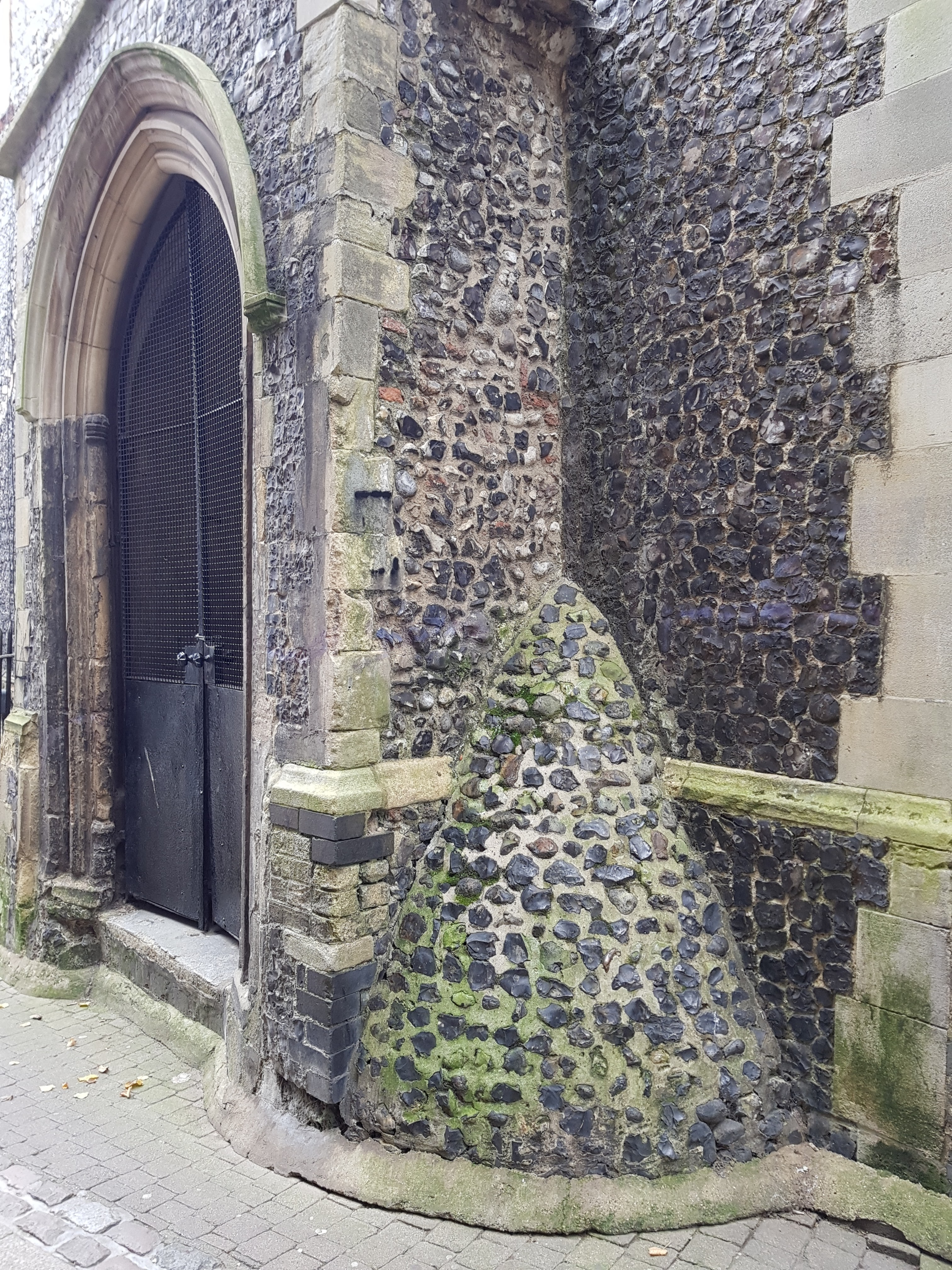
كنيسة القديس غريغوري، نورويتش